# Dmîtro Kuleba
Dmîtro Ivanovîci Kuleba (în ucraineană Дмитро Іванович Кулеба; n. 19 aprilie 1981, Sumî, RSS Ucraineană, URSS) este un politician, diplomat și specialist în științele comunicării ucrainean, în prezent deținând funcția de ministru al afacerilor externe. El este, de asemenea, membru al Consiliului Național de Apărare și Securitate al Ucrainei. 
Kuleba este unul dintre cei mai tineri diplomați de carieră din istoria Ucrainei. A lucrat anterior ca vicepremier al Ucrainei pentru integrarea europeană și euro-atlantică precum și ca reprezentant permanent al Ucrainei la Consiliul Europei între anii 2016 și 2019.

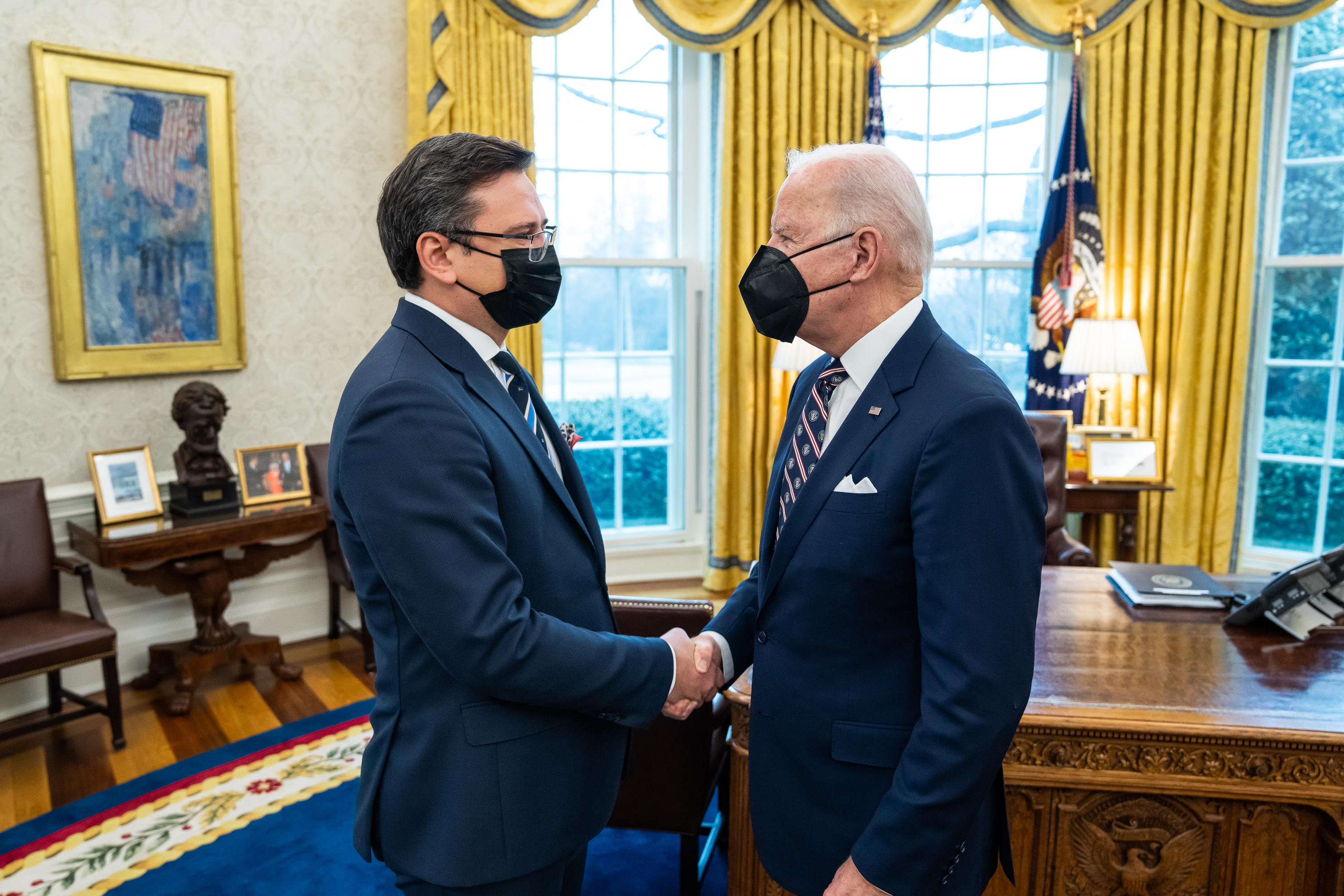
Kuleba salutându-l pe președintele american Joe Biden, în 22 februarie 2022

## Opinii politice
Dmîtro Kuleba este un susținător consecvent al aderării Ucrainei la UE și NATO. El este, de asemenea, în favoarea furnizării unui Program de acțiune pentru intrarea Ucrainei în NATO. În opinia sa, Ucraina se va alătura Alianței Nord-Atlantice înainte de a se alătura Uniunii Europene.
Kuleba a remarcat de mai multe ori că identitatea ucraineană este una central-europeană și consideră că aprofundarea relațiilor și integrarea cu țările vecine în Europa Centrală este una dintre prioritățile politicii externe a țării sale.
Kuleba a fost invitat la emisiunea americană The Late Show cu Stephen Colbert pe 22 septembrie 2022. El a explicat poziția poporului ucrainean: „Știm cum să câștigăm. Și o vom face”.

## Familie
Kuleba este căsătorit și are doi copii.